# Taijirō Kurita
Taijirō Kurita (jap. 栗田 泰次郎 Kurita Taijirō; ur. 3 marca 1975) – japoński piłkarz występujący na pozycji pomocnika.

## Kariera klubowa
Od 1993 do 2008 roku występował w klubach Kashima Antlers, Kyoto Purple Sanga, Consadole Sapporo, Shimizu S-Pulse, Yokohama FC, Mito HollyHock i FC Ryukyu.